# Nishi-naga-iwa Glacier
Nishi-naga-iwa Glacier är en glaciär i Antarktis. Den ligger i Östantarktis. Norge gör anspråk på området. Nishi-naga-iwa Glacier ligger 1 meter över havet.
Terrängen runt Nishi-naga-iwa Glacier är huvudsakligen kuperad, men den allra närmaste omgivningen är platt. Havet är nära Nishi-naga-iwa Glacier åt nordväst. Trakten är obefolkad. Det finns inga samhällen i närheten. 